# تطريز رياض الصالحين
تطريز رياض الصالحين هو كتاب ألفه الشيخ فيصل بن عبد العزيز آل مبارك، شرح فيه كتاب رياض الصالحين، للنووي مختصرًا إياه، مدرجًا فوائد عقب الأحاديث استنبطها منها، مستشهدًا عليها، يستفيد منها القارئ.
وقد ربط أهمية الكتاب بأهمية كتاب رياض الصالحين، فكتب في مقدمته:
| تطريز رياض الصالحين | أما بعد: فإن كتاب (رياض الصالحين) من أنفع الكتب المختصرة، لأنه مشتمل على أحاديث صحيحة وآيات كريمة، تحثُ على سلوك الطرق الموصلة إلى الجنة، من الأعمال الصالحة، والآداب الباطنة والظاهرة، فجزى الله مؤلفه خيرًا، وغفر له ، ولوالديه، ومشايخه، وسائر أحبابه، والمسلمين أجمعين. | تطريز رياض الصالحين |

## منهج المؤلف في الكتاب
يتوضح منهج المؤلف في هذا الكتاب في 3 نقاط:
1. الاختصار والإيجاز، فكان يبتعد عن الإطالة والإسهاب، فيذكر نص الحديث كما هو مذكور في رياض الصالحين، ثم يذكر بعده الفوائد المستنبطة منه مباشرةً. فمثلًا ذكر حديثًا عن أم المؤمنين أم عبد الله عائشة رضي الله عنها قالت: قال رسول الله ﷺ: ((يغزوا جيشٌ الكعبة، فإذا كانوا ببيداء من الأرض يُخسف بأولهم وآخرهم)). قالت يا رسول الله! كيف يخسف بأولهم وآخرهم وفيهم أسواقهم ومن ليس منهم؟! قال: ((يُخسف بأولهم وآخرهم ثم يبعثون على نياتهم))[3]، فذكر فائدةً استنبطها من الحديث وهي التحذير من مصاحبة أهل الظلم ومجالستهم، وأن العقوبة تلزمه معهم، وأنه يعامل عند الحساب بقصده من الخير والشر).[4]
2. الاستشهاد بآيات من القرآن الكريم. ومنه الحديث رقم 17، عن أبي هريرة  أنه قال: قال رسول الله ﷺ: ((من تاب قبل أن تطلع الشمس من مغربها تاب الله عليه)).[5] فاستشهد بقوله تعالى: ﴿هَلْ يَنْظُرُونَ إِلَّا أَنْ تَأْتِيَهُمُ الْمَلَائِكَةُ أَوْ يَأْتِيَ رَبُّكَ أَوْ يَأْتِيَ بَعْضُ آيَاتِ رَبِّكَ يَوْمَ يَأْتِي بَعْضُ آيَاتِ رَبِّكَ لَا يَنْفَعُ نَفْسًا إِيمَانُهَا لَمْ تَكُنْ آمَنَتْ مِنْ قَبْلُ أَوْ كَسَبَتْ فِي إِيمَانِهَا خَيْرًا قُلِ انْتَظِرُوا إِنَّا مُنْتَظِرُونَ ۝١٥٨﴾ [الأنعام:158].
3. الاستشهاد بأحاديث نبوية.
4. الاستشهاد بآثار عن الصحابة. ومن ذلك الحديث رقم 11، وفيه عن رسول الله ﷺ يروي عن ربه تبارك وتعالى أنه قال: ((إن الله كتب الحسنات والسيئات ثم بين ذلك، فمن همَّ بحسنة فلم يعملها كتبها الله تبارك وتعالى عنده حسنة كاملة، وإن هم بها فعملها كتبها الله عشر حسنات إلى سبع مئة ضعف إلى أضعافٍ كثيرة، وإن هم بسيئة فلم يعملها كتبها الله عنده حسنة كاملة، وإن هم بها فعملها كتبها الله سيئة واحدة))[6]، فذكر قول ابن مسعود في هذا: (ويلٌ لمن غلبت وحداته عشراته)).[7]
5. الاستشهاد بآثار عن التابعين. ومن الأمثلة على ذلك نقله عن البخاري بخصوص حديث ((إنما الأعمال بالنيات، وإنما لكل امرئٍ ما نوى)).[8] حيث ذكر عنه: (باب ما جاء أن الأعمال بالنية والحسبة، ولكل امرئ ما نوى، فدخل فيه: الإيمان والوضوء والصلاة والزكاة والحج والصوم والأحكام).[9] وأن ابن عبد السلام قال: (الجملة الأولى لبيان ما يعتبر من الأعمال، والثانية لبيان ما يترتب عليها).
6. عدم ذكر مخارج الحديث أو فقهه، فقد كان الكتاب مختصرًا مقتصرًا على الفوائد المستنبطة من الأحاديث النبوية.

## مضمون الكتاب
صنف المؤلف الكتاب على كتاب رياض الصالحين، مع مقدمة، فكان توزيع الكتاب كالتالي:
1. مقدمة الشارح.
2. مقدمة رياض الصالحين.
3. كتاب المقدمات.
4. كتاب الأدب.
5. كتاب آداب الطعام.
6. كتاب اللباس.
7. كتاب آداب النوم.
8. كتاب السلام.
9. كتاب عيَادة المريض وَتشييع المَيّت والصّلاة عليه وَحضور دَفنهِ وَالمكث عِنْدَ قبرهِ بَعدَ دَفنه.
10. كتَاب آداب السَّفَر.
11. كتَاب الفَضَائِل.
12. كتَاب الاعْتِكَاف.
13. كتَاب الحَجّ.
14. كتَاب الجِهَاد.
15. كتَابُ العِلم.
16. كتَاب حَمد الله تَعَالَى وَشكره.
17. كتاب الصَّلاة عَلَى رَسُول الله صلى الله عليه وسلم.
18. كتاب الأذْكَار.
19. كتَاب الدَّعَوات.
20. كتَاب الأمُور المَنهي عَنْهَا.
21. كتَاب المنثُورَات وَالمُلَحِ.
22. كتاب الاستغفار.

## أهمية الكتاب
1. تنبع أهمية الكتاب من كونه كُتب عن كتاب رياض الصالحين، للنووي، وهو من أهم كتب الحديث، وقد اعتنى به العلماء أشد ما اعتناء، وكتبوا عنه مؤلفات، منها كتاب «دليل الفالحين لطرق رياض الصالحين» لمحمد بن علان، و«شرح رياض الصالحين» للحسيني عبد المجيد هاشم، و«منهل الواردين شرح رياض الصالحين» لصبحي الصالح، و«نزهة المتقين شرح رياض الصالحين» لمصطفى سعيد الخن ومصطفى البغى ومحيي الدين مستو ومحمد أمين لطفي، و«شرح رياض الصالحين» لمحمد بن صالح العثيمين.
2. مناقشة أحاديث رسول الله ﷺ، واستنباط فوائد منها.
3. إضافة إلى الكتب المؤلفة على كتاب رياض الصالحين.